# Gloire au 17e

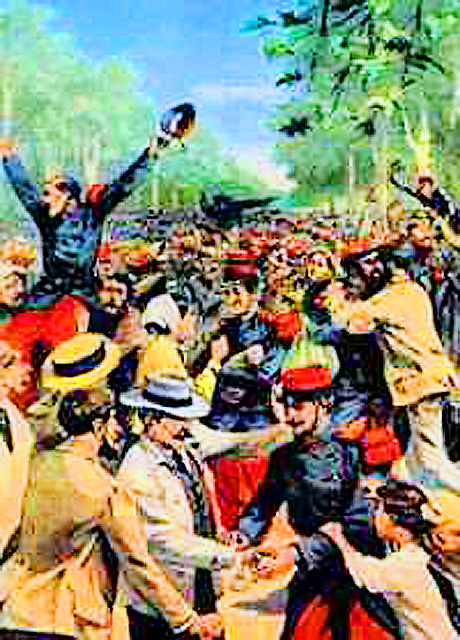
La fraternisation des soldats du 17e et des Biterrois sur les allées Paul-Riquet.

Gloire au 17e est une chanson de Montéhus composée en 1907, à l'occasion de la révolte des vignerons du Languedoc, à la gloire du 17e régiment d'infanterie.
Son impact fut très important, jusqu'à devenir un chant de référence antimilitariste et pacifiste pour la gauche révolutionnaire, socialiste et syndicaliste.

## La mutinerie du17e
En pleine révolte des vignerons du Languedoc en 1907, le 17e régiment d'infanterie composé de réservistes et de conscrits du pays, est muté de Béziers à Agde le 18 juin 1907.
Dans la soirée du 20 juin, les soldats apprennent le drame de Narbonne où la troupe sur ordre de Georges Clemenceau a tiré sur des manifestants. Environ 500 soldats de la 6e compagnie du 17e régiment d'infanterie se mutinent. Ils emportent armes et munitions, quittent la caserne où ils étaient cantonnés et prennent la direction de Béziers, à pied. Ils parcourent une vingtaine de kilomètres, par une marche de nuit. Le 21 juin, en début de matinée, ils arrivent à Béziers. Ils sont accueillis chaleureusement par les Biterrois. Les soldats s'installent alors sur les allées Paul-Riquet, longue esplanade au centre de Béziers, mettent crosse en l'air et fraternisent avec la population qui n'hésite pas à leur offrir de la nourriture et du vin,. Après l'intervention du comité de défense viticole de Béziers et sur la promesse qu'il n'y aurait pas de sanctions individuelles, les mutins acceptent de rentrer dans leur caserne de Béziers. Le 22 juin, par train, les soldats sont transférés à Agde et de là à Gap. La mutinerie active la discussion sur le projet de loi sur les vins, en discussion depuis le 22 mai : le 29 juin est votée une loi « sur le mouillage des vins, les abus du sucrage et la déclaration de récolte » et le 15 juillet une autre loi établit un contrôle plus strict des vins et des alcools.

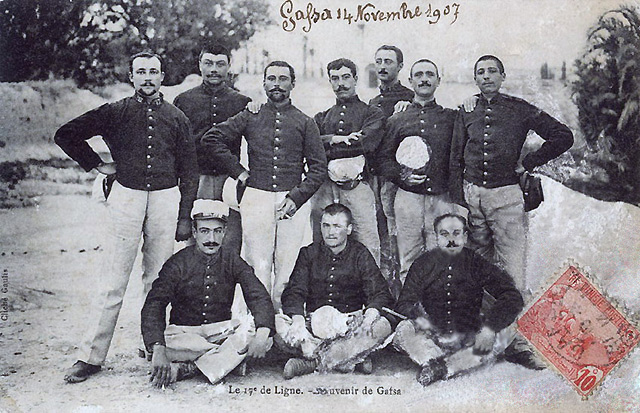
Militaires du d'infanterie à Gafsa en novembre 1907.

La négociation et l’ampleur de la mutinerie du 17e ont permis d’éviter une punition collective : de Gap, les mutins sont envoyés à Villefranche-sur-Mer, d'où ils prennent la mer jusqu'à Gafsa (Tunisie),, lieu de cantonnement de compagnies disciplinaires ; mais ils restent en dehors de ce cadre, sous un statut militaire ordinaire. Il n'y eut donc pas de sanctions pénales à la révolte du 17e, contrairement à la légende qui courut à ce sujet. Il est également faux de penser que durant la Première Guerre mondiale, ils furent nombreux à être envoyés en première ligne : Jules Maurin a mis en évidence que le taux des pertes humaines des anciens du 17e « était comparable et conforme aux moyennes générales » (cf. l'ouvrage cité ci-dessous page 226). C'est à la suite de ces événements que désormais les conscrits effectueront leur service militaire loin de chez eux.
À cette occasion, Montéhus écrivit cette chanson, qui assura sa notoriété. La musique est de Raoul Chantegrelet et Pierre Doubis,

## Paroles
Légitim’ était votre colère,

Le refus était un grand devoir.

On ne doit pas tuer ses père et mère,

Pour les grands qui sont au pouvoir.

Soldats, votre conscience est nette :

On n’se tue pas entre Français ;

Refusant d’rougir vos baïonnettes

Petits soldats, oui, vous avez bien fait !

Refrain

Salut, salut à vous,

Braves soldats du dix-septième ;

Salut, braves pioupious,

Chacun vous admire et vous aime ;

Salut, salut à vous,

A votre geste magnifique ;

Vous auriez, en tirant sur nous,

Assassiné la République.

Comm’ les autres vous aimez la France,

J’en suis sûr même vous l’aimez bien.

Mais sous votre pantalon garance,

Vous êtes restés des citoyens.

La patrie, c’est d’abord sa mère,

Cell’ qui vous a donné le sein,

Et vaut mieux même aller aux galères,

Que d’accepter d’être son assassin.

Espérons qu’un jour viendra en France,

Où la paix, la concorde régnera.

Ayons tous au cœur cette espérance

Que bientôt ce grand jour viendra.

Vous avez j’té la premièr’ graine

Dans le sillon d’ l’Humanité.

La récolte sera prochaine,

Et ce jour-là, vous serez tous fêtés.

## Interprètes
- Gaston Montéhus en 1907 (dans le peuple) et 1936[8].
- Charles XM en 1908.
- Disque anonyme (Répertoire Montéhus) en 1912.
- Marty en 1932.
- Jean Zedd en 1936.
- Christian Borel en 1964.
- Marc Ogeret, Album Chansons « contre », en 1968, Disque 33 tours, Vogue, CLVLX29 (1988 pour le CD, Disques Vogue). Prix de l'Académie Charles Cros.
- Maurice Morelly, Le Groupe Montéhus en 1984, Chant du Monde.
- Rosalie Dubois en 1989.
- Alain Charrié en 1993.
- Yves Daunès ; CD "Chansons Républicaines" enregistré en 2003.

## Postérité
Le 17 octobre 1910, une manifestation de carriers a lieu devant la gare de Levrezy, pour protester contre l’attitude de certains employés de la Compagnie des chemins de fer de l'Est qui refusaient de se mettre en grève. La gendarmerie, renforcée par un détachement du 91e régiment d’infanterie défend l’accès de la gare. Louis Bara, syndicaliste libertaire, entame le chant Gloire au 17e, puis crie : « Soldats, crosse en l’air, rompez vos rangs, mettez-vous avec les travailleurs, faites comme vos frères du 17e ». Il est condamné le 1er février 1911 à 18 mois de prison. En septembre 1911, la Ligue des droits de l’homme demande sa grâce.
Cette chanson est entonnée dans La Belle Américaine.
Le fondateur des Camelots du Roi Maurice Pujo narre un séjour en prison avec des antimilitaristes où ceux-ci entonnent Gloire au 17e. Camelots du Roi et antimilitaristes la chantent à l'unisson[source secondaire souhaitée]. Miguel Almereyda aurait proposé une variante au refrain :

« Vous deviez, sans tirer sur nous,

Assassiner la République ! »